# Ducat d'Almassà
El ducat d'Almassà és un títol nobiliari espanyol. Va ser creat en el segle xvii, concedit probablement a Bernardo Abarca de Bolea y Ornes, tercer marquès de Torres, que ja l'ostentava el 1698.
Durant segles des de l'edat mitjana el nom d'Almassà el duien el senyors de Maella. Al segle xv la senyoria passà a Pere d'Almassà, secretari de Ferran el Catòlic, i després passà als marquesos de Torres i designat com a títol dels primogènits dels comtes d'Aranda. Al segle xix va passar als ducs d'Híjar, sent-li reconeguda la Grandesa d'Espanya el 1915.
Des de la mort de la darrera duquessa, l'any 2008, Maria Rosario Mariategui y Silva, el títol resta vacant essent reclamant, i pendent de resoldre, per Alfonso Martínez de Irujo y Fitz-James Stuart, hereu de la Casa d'Híxar, a través de la seva mare, la duquessa d'Alba